# Milan Janković
Milan Janković (Belgrado, 31 december 1959) is een oud-voetballer uit Joegoslavië.
Janković was een middenvelder die op jonge leeftijd bij NK Maribor begon te voetballen. In 1978 raakte hij zelfs in het A-elftal van die club. In 1980 maakte de talentvolle Janković de overstap naar het bekende Rode Ster Belgrado. Met die club werd hij in Joegoslavië twee keer landskampioen en won hij twee keer de Beker.
Tijdens het seizoen 1986-1987 verliet Janković de club uit Belgrado om zich bij het Spaanse Real Madrid aan te sluiten. Dat seizoen speelde hij nog maar enkele wedstrijden voor de Koninklijken.
In 1987-'88 werd hij een vaste waarde bij Real Madrid maar toch liet de club uit de Spaanse hoofdstad de speler in 1988 vertrekken naar het Belgische RSC Anderlecht. Daar speelde hij het eerste seizoen niet vaak maar won hij wel de Beker van België. In 1989 begon hij als basisspeler aan het nieuwe seizoen.
In 1990 verliet Janković RSC Anderlecht om terug te keren naar Rode Ster Belgrado, waar hij nog één seizoen voetbalde. In 1991 zette Janković een punt achter zijn carrière als voetballer.
Na zijn carrière werd hij o.a. bondscoach van Tonga.